# 文社
文社，是由志同气合的文人所结成的团体。亦稱“結社”。文社活动，多为砥砺文章。有的文社存在于各类大中小学校内。有的文社也参与政治，如明末的复社、清末的文学社。